# Петър Журски
Петър Журски е български революционер, деец на Вътрешната македоно-одринска революционна организация.

## Биография
Роден е през 1882 година в Журче или Крушево, тогава в Османската империя, днес в Северна Македония. Завършва Випуск ΧVII, 1902 на Солунската българска мъжка гимназия. Присъединява се към ВМОРО и действа с чета в Скопско.
| Чета на Петър Журски, 22 април 1904 година | Чета на Петър Журски, 22 април 1904 година | Чета на Петър Журски, 22 април 1904 година | Чета на Петър Журски, 22 април 1904 година | Чета на Петър Журски, 22 април 1904 година |
| Номер                                      | Име                                        | Селище                                     | Околия                                     | Забележка                                  |
| ------------------------------------------ | ------------------------------------------ | ------------------------------------------ | ------------------------------------------ | ------------------------------------------ |
| 1.                                         | Петър Журски                               | Крушево                                    | Битолска                                   | завърнал се по болест                      |
| 2.                                         | Милан Никончов                             | Скопие                                     | Скопска                                    |                                            |
| 3.                                         | Димитър х. Николов                         | Скопие                                     | Скопска                                    |                                            |
| 4.                                         | Атанас Стоилов                             | Кожле                                      | Скопска                                    |                                            |
| 5.                                         | Нешо Стоянов                               | Любанци                                    | Скопска                                    |                                            |
| 6.                                         | Димо Стефков                               | Любанци                                    | Скопска                                    |                                            |
| 7.                                         | Кърсто Нешов                               | Бразда                                     | Скопска                                    |                                            |